# 1609 Бренда
1609 Бренда (енгл. 1609 Brenda) је астероид главног астероидног појаса са пречником од приближно 29,64 .
Афел астероида је на удаљености од 3,230 астрономских јединица (АЈ) од Сунца, а перихел на 1,935 АЈ.
Ексцентрицитет орбите износи 0,250, инклинација (нагиб) орбите у односу на раван еклиптике 18,663 степени, а орбитални период износи 1516,198 дана (4,151 године).
Апсолутна магнитуда астероида је 10,61 а геометријски албедо 0,114.
Астероид је откривен 10. јула 1951. године.